# German Germanovič Grimm
German Germanovič Grimm (rusky Герман Германович Гримм, 29. červnajul./ 12. července 1905greg., Petrohrad – 18. října 1959, Petrohrad) byl ruský architekt, historik architektury a pedagog. Znalec ruské architektury v období klasicismu, který v poválečných letech zformoval leningradsko-petrohradskou školu architektury. Mezi jeho studenty patřili například Jurij Michajlovič Denisov a Arkadij Fjodorovič Krašeninnikov.

## Život
Byl synem architekta Germana Davidoviče Grimma. Studoval na gymnáziu Karla Ivanoviče Maje a v roce 1928 absolvoval leningradský stavební institut. Od roku 1936 vyučoval na Institutu malby, sochařství a architektury. I. E. Repina. V roce 1940 obhájil svou disertační práci na téma díla Andrejana Dmitrijeviče Zacharova. Během obléhání Leningradu zůstal ve městě, pracoval pro oddělení památkové ochrany a sbíral materiály o předměstských souborech Puškinu a Pavlovsku, které položily základy pro jejich poválečnou obnovu. Spravoval sbírky architektonické grafiky Státního muzea Ermitáž.
Tragicky zemřel v roce 1959. Byl pohřben na Serafimovském hřbitově.